# تقرير التقييم الرابع للجنة الدولية للتغيرات المناخية
أنجز تقرير التقييم الرابع للجنة الدولية للتغيرات المناخية في 2007. ويهدف إلى تقييم المعلومات العلمية والتقنية والاجتماعية والاقتصادية المتعلقة بتغير المناخ وآثاره المحتملة، وخيارات التكيف والتخفيف. ويُعد التقرير هو الأكبر والأكثر تفصيلاً عن حالة تغير المناخ التي اطلع بها آلاف المؤلفين والمحررين والمراجعين من عشرات البلدان، مع الإشارة إلى أكثر من 6,000 دراسة علمية تمّت مراجعتها قبل إقرار التقرير. وهو يحل محل تقرير التقييم الثالث (2001)، ويحل محله تقرير التقييم الخامس.
وكانت النتائج الرئيسية للتقرير هي: «احترار نظام المناخ لا لبس فيه»، و«معظم الزيادة الملحوظة في متوسط درجات الحرارة العالمية منذ منتصف القرن العشرين من المرجح جدا أنها بسبب الزيادة الملحوظة في تركيزات غازات الدفيئة بشرية المنشأ».